# Williams Island (Australia)
L'isola di Williams (in inglese: Williams Island) è un'isola australiana sita all'imboccatura del golfo di Spencer, sulla punta meridionale della penisola di Eyre: l'isola si posiziona circa 1.8km a sud-sud-est di West Point, sulla penisola di Jussieu, e grossomodo 34 km a sud-est del centro regionale di Port Lincoln.

## Geografia
L'isola si è formata circa 9100 anni fa, con l'innalzamento del livello del mare all'inizio dell'Olocene.
Williams Island presenta una caratteristica forma a "U" ed è costituita da uno strato di calcarenite sormontante un basamento di granito rosa (gneiss granitico con intrusioni diabasiche che formano grossi dicchi.

## Storia
L'isola prende il nome da Robert Williams, uno degli 8 membri dell'equipaggio dell'HMS Investigator (i quali danno il nome a tutte le isole del gruppo di Taylor Island) al comando di Matthew Flinders che persero la vita il 21 febbraio 1802 quando il cutter sul quale stavano andando a cercare acqua potabile sulla terraferma venne ribaltata dalle onde. Little Island venne battezzata il giorno dopo l'infausto evento.
Nel 1840 l'isola venne mappata dal capitan Thomas Lipson nel corso di un programma sponsorizzato dal governo dell'allora colonia dell'Australia Meridionale volto ad ottenere dati sulla navigabilità delle acque costiere e sull'idoneità di queste ultime all'insediamento di coloni.
Nel 1963 venne installata sulla punta occidentale di Williams Island una torretta di 9 m di altezza munita di fanale lampeggiante, come aiuto alla navigazione: l'area attorno al dispositivo (per un'estensione di circa 0,3 ettari) è riservata all'uso esclusivo da parte dell'AMSA (autorità australiana per la sicurezza marittima) che vi accede via elicottero per le operazioni di manutenzione.
Fin dal 1965 l'isola, assieme a numerose altre del gruppo di Taylor Island, venne dichiarata area protetta: a lungo parte del Lincoln National Park, dal 30 settembre 2004 Lewis Island è entrata a far parte dell'area protetta di Memory Cove Wilderness Protection Area e dal dicembre 2012 le acque adiacenti l'isola e quelle circostanti sono divenute parte dell'area marina protetta di Thorny Passage Marine Park.

## Flora e fauna
Il censimento effettuato nel 1996 ha riportato 26 specie vegetali presenti sull'isola: l'area centrale, più elevata e dallo strato di suolo più profondo, supporta una macchia mediterranea a portamento cespuglioso (già nel 1907 l'isola veniva descritta come priva di vegetazione arborea) dominata da Atriplex paludosa e Atriplex cinerea, mentre le frange costiere granitiche più riparate (soprattutto nel sud-est dell'isola) sono ricoperte da zone prative a predominanza di geranio australiano.
Una spedizione nel 1907 (della quale faceva parte anche Douglas Mawson) riportava come Williams Island fosse infestata da serpenti e riportava inoltre la presenza di un enorme maschio di otaria orsina australiana ricoperto da cicatrici. Il censimento del 1996 ha stabilito la presenza di una specie di mammifero terrestre (il ratto del bush), tre specie di rettile (fra cui il serpente tigre, già riportato come molto abbondante sull'isola durante la spedizione del 1907) e 11 specie di uccelli, fra cui Poodytes gramineus e l'albanella australiana. L'isola supporta inoltre colonie riproduttive di pinguini minori blu, berta codacorta e verosimilmente anche della prossima alla minaccia berta piedicarnicini.